# Закон на Оукън
Закон на Оукън на английски: Okun's law в икономиката се нарича установената емпирично устойчива зависимост между цикличния разрив на БВП и цикличната безработица, според която в областта, близка до границата на потенциалния продукт, на всеки 2 процентни пункта промяна в реалния брутен вътрешен продукт по отношение на потенциалния продукт съответства 1 пункт противоположна промяна в нормата на безработица.
Наречен е на американския икономист Артър Оукън. В действителност, това не е закон, а тенденция с множество ограничения по страна, регион, света като цяло и период от време.
{\displaystyle {\frac {Y-Y*}{Y*}}=-Bu_{c}},
където Y – фактически БВП,
Y* – потенциален БВП,
{\displaystyle u_{c}} – ниво на цикличната безработица,
B – емпиричен коефициент на чувствителност. Всяка страна, в зависимост от периода, има свой коефициент B.
Законът – всяко едно увеличение с 1% на действителната норма на незаетост над естествената норма, води до 2,5% свиване на реално създадения БВП спрямо потенциалния